# CONCACAF Champions' Cup 1982
La CONCACAF Champions' Cup 1982 è stata la 18ª edizione della massima competizione calcistica per club centro-nordamericana.

## Risultati

### Zona Centro-Nord America

#### Primo turno
| Squadra 1     | Totale | Squadra 2             | Andata | Ritorno |
| ------------- | ------ | --------------------- | ------ | ------- |
| Xelajú MC     | a tav. | Cruz Azul             | -      | -       |
| Pumas UNAM    | a tav. | Pancyprian F.         | -      | -       |
| Vida          | a tav. | Brooklyn Dodgers S.C. | -      | -       |
| Independiente | 0 - 1  | Comunicaciones        | 0 - 0  | 0 - 1   |

#### Secondo turno
| Squadra 1      | Totale | Squadra 2  | Andata | Ritorno |
| -------------- | ------ | ---------- | ------ | ------- |
| Comunicaciones | 2 - 1  | Xelajú MC  | 1 - 0  | 1 - 1   |
| Vida           | 2 - 7  | Pumas UNAM | 2 - 2  | 0 - 5   |

#### Terzo turno
| Squadra 1      | Totale | Squadra 2  | Andata | Ritorno |
| -------------- | ------ | ---------- | ------ | ------- |
| Comunicaciones | 2 - 5  | Pumas UNAM | 2 - 2  | 0 - 3   |

### Zona Caraibi

#### Primo turno
| Squadra 1 | Totale | Squadra 2    | Andata | Ritorno |
| --------- | ------ | ------------ | ------ | ------- |
| Transvaal | 2 - 7  | Jong Holland | 2 - 4  | 0 - 3   |
| Palo Seco | 2 - 6  | Robinhood    | 1 - 2  | 1 - 4   |

Partecipano inoltre le seguenti squadre, i cui incontri e i relativi sono ignoti:
- Defence Force qualificata al turno successivo.
- SUBT qualificata al turno successivo.
- Don Bosco Jarabacoa

#### Secondo turno
| Squadra 1 | Totale | Squadra 2     | Andata | Ritorno |
| --------- | ------ | ------------- | ------ | ------- |
| SUBT      | 1 - 2  | Defence Force | 1 - 0  | 0 - 2   |
| Robinhood | 2 - 1  | Jong Holland  | 1 - 1  | 1 - 0   |

#### Terzo turno
| Squadra 1 | Totale | Squadra 2     | Andata | Ritorno |
| --------- | ------ | ------------- | ------ | ------- |
| Robinhood | 6 - 3  | Defence Force | 1 - 1  | 5 - 2   |

### Finale

#### Andata
| Querétaro 14 novembre 1982 | Robinhood | 0 – 0 | Pumas UNAM | Stadio Corregidora |

#### Ritorno
| Città del Messico 17 novembre 1982                                                              | Pumas UNAM | 3 – 2                             | Robinhood | Stadio olimpico universitario |
| \| \| \| \| \| Ferretti 1’, 41’ Flores 25’ \| Marcatori \| 27’ Klinker 44’ (rig.) Rustemberg \| |            |                                   |           |                               |
|                                                                                                 |            |                                   |           |                               |
| Ferretti 1’, 41’ Flores 25’                                                                     | Marcatori  | 27’ Klinker 44’ (rig.) Rustemberg |           |                               |